# Шкільні дошки (фільм)
«Шкільні дошки» (перс. تخته سیاه, трансліт. Takhté siah) — копродукційний драматичний фільм Ірану, Італії та Японії, поставлений у 2000 році, іранською режисеркою Самірою Саміра Махмальбаф. Фільм брав участь в основній конкурсній програмі 53-го Каннського міжнародного кінофестивалю та був відзначений Призом журі .

## Сюжет
У Ірані вже два роки йде війна. Два учителі, що лишилися без даху над головою після бомбардування, бродять по країні. За спиною у них — шкільні дошки. Вони готові ділитися своїми знаннями з тими, хто хоче вчитися. Учителі зустрічають людей похилого віку, які шукають шлях додому, а також підлітків, які не вміють ні читати, ні писати, але не проти позайматися нелегальним бізнесом — контрабандою. Двоє вчителів готові ризикнути життям для блага суспільства.

## У ролях
| • Саїд Мохамаді         | … | Саїд              |
| • Бехназ Джафарі        | … | Халале            |
| • Бахман Гобаді         | … | Рібоїр            |
| • Мохамад Карім Рахматі | … | батько            |
| • Рафат Мораді          | … | Рібвар            |
| • Майяс Ростамі         | … | хлопчик-казкар    |
| • Саман Акбарі          | … | лідер групи       |
| • Ахмад Бахрамі         | … | реєстратор шлюбів |

## Знімальна група
- Автор сценарію — Мохсен Махмальбаф, Саміра Махмальбаф, Захір Куреші
- Режисер-постановник — Саміра Махмальбаф
- Продюсер — Мохамед Ахмаді, Сьодзо Ітіяма, Мохсен Махмальбаф, Марко Мюллер
- Оператор — Ібрагім Гафорі
- Композитор — Мохаммад Реза Дарвіші
- Монтаж — Мохсен Махмальбаф
- Звукорежисер — Берос Шахамат

## Нагороди та номінації
| Список нагород та номінацій                    | Список нагород та номінацій | Список нагород та номінацій | Список нагород та номінацій | Список нагород та номінацій | Список нагород та номінацій |
| Кінопремія                                     | Дата церемонії              | Категорія                   | Номінант(и)                 | Результат                   |                             |
| ---------------------------------------------- | --------------------------- | --------------------------- | --------------------------- | --------------------------- | --------------------------- |
| Каннський міжнародний кінофестиваль            | 2000                        | Золота пальмова гілка       | Шкільні дошки               | Номінація                   |                             |
| Каннський міжнародний кінофестиваль            | 2000                        | Приз журі                   | Шкільні дошки               | Перемога                    |                             |
| Кінофестиваль AFI                              | 2000                        | Гран-прі журі               | Шкільні дошки               | Перемога                    |                             |
| Міжнародний кінофестиваль у Джиффоні           | 2000                        | Головний приз Джиффоні      | Шкільні дошки               | Перемога                    |                             |
| Міжнародний кінофестиваль у Джиффоні           | 2000                        | Приз Франсуа Трюффо         | Шкільні дошки               | Перемога                    |                             |
| Кінофестиваль незалежного кіно в Буенос-Айресі | 2001                        | Найкращий фільм             | Шкільні дошки               | Номінація                   |                             |
| Кінофестиваль незалежного кіно в Буенос-Айресі | 2001                        | Спеціальна згадка           | Шкільні дошки               | Перемога                    |                             |